# Riethgen
Riethgen est une commune allemande de l'arrondissement de Sömmerda, Land de Thuringe.

## Géographie
Riethgen se situe dans le bassin de Thuringe.
| Kindelbrück | Kannawurf |                   |
| Günstedt    | Riethgen  | Etzleben          |
|             | Weißensee | Büchel Griefstedt |

## Histoire
Riethgen est mentionné pour la première fois en 786 dans un répertoire des biens de l'abbaye d'Hersfeld, fondée en 769 au moment de la mort de son fondateur, Lull.
Au cours de la Seconde Guerre mondiale, 29 hommes et femmes de Pologne et d'Ukraine sont contraints à des travaux agricoles. Deux travailleurs forcés réussissent à échapper.

## Source, notes et références
- (de) Cet article est partiellement ou en totalité issu de l’article de Wikipédia en allemand intitulé « Riethgen » (voir la liste des auteurs).